# 属州総督

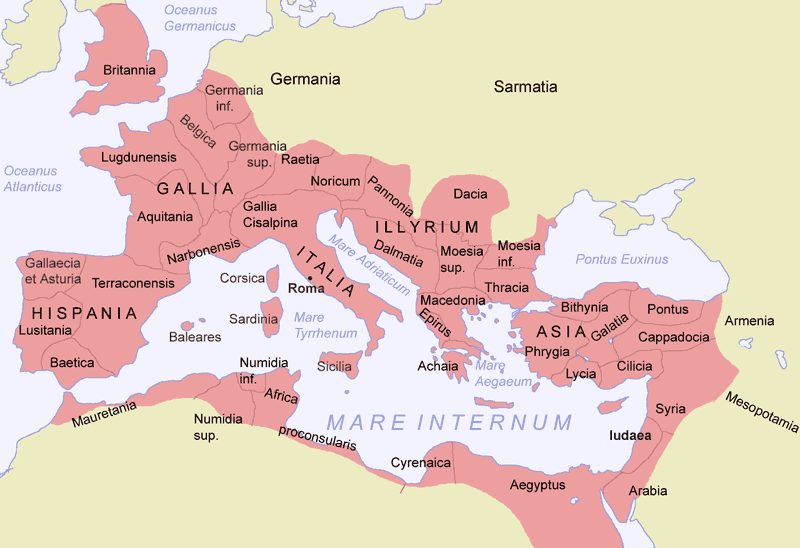
ローマ帝国の属州（120年時点）

属州総督（ぞくしゅうそうとく、古典ラテン語：rector provinciae レークトル・プローウィンキアエ）は、古代ローマにおいてローマ法に基づき属州の行政を任された総督のことである。英語ではガヴァナー（governor）、フランス語ではグヴェルヌール（gouverneur）の語が用いられるが、これはラテン語のグベルナートル（gubernator）に由来する。

## 概要
属州総督には、プロコンスル（執政官経験者）やプロプラエトル（法務官経験者）が任命された。ローマ中央政界の上級政務官を辞した後に地方に赴任した彼らは、莫大な財産を蓄えて私兵軍団を養い、絶大な権勢を誇ったといわれている。帝政期の総督の任命は、皇帝による場合と元老院からの場合とがあり、総督は皇帝属州あるいは元老院属州に赴任するように命ぜられた。赴任先となる属州は原則1つであったが、複数の属州統治を任される場合もあった。

## 責務
属州統治において総督は以下の責務を負っていた。
- 属州における課税、および財政運営
- 属州における司法
- 属州における軍事統括

これらさまざまな責務をこなすため、総督にはコミテスと呼ばれる側近が随行するのが通常であった。側近は総督の社会的地位によってさまざまであったが、主にクァエストル（財務官）に選ばれた者が多く、属州の財務分析、および総督が承認した場合に限りにおいての軍事行動を取り仕切った。また、総督自身が委任統治権なしに選任することが容易な長官職を募って、さほど重要でない分野での統括を任せることもあった。

## 資格
総督になる資格は以下のとおりであった。

### 共和政
元老院が選任者の認定を一手に担っており、確固たる認定基準はなかったが、どのような軍事権を与えられたかによってその総督の地位も変わった。ほとんどの属州はプロプラエトルによって統治された。また属州が国境近くの場合は長期間の軍事権力が必要なことから、プロコンスルが元老院から任命されて任地に向かった。

### 帝政
帝政に移行すると属州はアウグストゥスによって以下の3種類に再編され、それに伴い統治者も変容した。
元老院属州
元老院によって総督が任命された属州。総督はコンスルないしプラエトルを経験した議員のみに限られた。
皇帝属州
皇帝によって総督が任命された属州。軍事的緊張が高く軍団の駐屯が必要とされたため、全軍の最高司令官でもある皇帝が総督任命権を有した。基本的に、就任する総督は能力によって選ばれ、元老院議員だけでなく、社会的地位の低いエクィテス（騎士階級）の者も就任することがあった。法務官格（プロプラエトル）の権限を与えられていたため、元首制時代の皇帝管轄属州総督の名称はLegatus Augusti pro praetore（直訳すれば、「アウグストゥスによって任命された、法務官職権を持つ代官」となる）であり、元老院管轄属州の総督（プロコンスル）の代官と同格だった（日本語では、一般書籍では「総督」と訳されるが、学術書では「代官」と訳されることもある）。
アエギュプトゥス
例外的に、帝国の食糧供給を担う属州アエギュプトゥス（エジプト）のみ皇帝私領とされた。総督ではなく「エジプト長官(praefectus Aegypti)」と呼ばれる政務官（騎士階級）が皇帝によって任命された。